# Uniwersam Grochów
Uniwersam lub Universam, także Dom Handlowy „Uniwersam” – nieistniejący obecnie budynek handlowo-usługowy znajdujący się w latach 1977–2016 pod adresem ul. Grochowska 207, przy rondzie Wiatraczna, na warszawskim Grochowie. Obecnie w jego miejscu znajduje się galeria handlowa Rondo Wiatraczna.
Uniwersam został oddany do użytku w lipcu 1977. Był pierwszym w stolicy dzielnicowym centrum handlowo-usługowym.

## Opis
Do 1952 w miejscu Uniwersamu znajdowała się stacja Grochów II kolejki jabłonowskiej. W 1973 Prezydium Stołecznej Rady Narodowej zatwierdziło projekt dzielnicowego centrum handlowo-usługowego przewidzianego do realizacji przy rondzie Wiatraczna.
Budynek został zaprojektowany przez Józefa Zaborowskiego i Mieczysława Sabata w stylu brutalistycznym. Za konstrukcję odpowiadali Andrzej Pol i Krzysztof Kalinowski. W momencie otwarcia budynek miał 12 949 m² powierzchni użytkowej i kubaturę wynoszącą 66 390 m³. Generalnym wykonawcą był Kombinat Budownictwa Miejskiego „Wschód”.
Pierwsze stoiska uruchomiono 19 lipca 1977. Na trzech kondygnacjach Uniwersamu mieściły się: megasam z artykułami spożywczymi, bar szybkiej obsługi, oddziały NBP i PKO, pralnia, punkt usług fotograficznych „Polifoto”, „Predomu”, Toto-Lotka, kiosk „Ruchu”, sklep „Warmetu” oraz kwiaciarnia. Na pierwszym piętrze działał megasam z artykułami przemysłowymi, kawiarnia z dyskoteką, restauracja z barem i salą bankietową, punkt usług zegarmistrzowskich, dział odszkodowań samochodowych PZU, spółdzielnia krawiecko-kuśnierska oraz salon fryzjerski z biosauną. W kondygnacji podziemnej znalazły się magazyny i urządzenia techniczne (m.in. agregaty klimatyzacyjno-wentylacyjne, chłodnicze, stacja uzdatniania wody, itp.). Przed budynkiem umieszczono rzeźbę Poranek dłuta Kazimierza Zielińskiego przedstawiającą pannę i nazywaną przez mieszkańców Panienką.
Pierwsze stoiska otwarto 29 czerwca 1977. Uniwersam był dumą miejscowych władz, łatwiej tam było o towary niedostępne w innych miejscach. Budynek został wykonany z materiałów niskiej jakości, jednak remontu doczekała się jedynie fontanna. Obok Uniwersamu powstało targowisko z pawilonami handlowymi różnych branż.
Budynek uzyskał wyróżnienie w konkursie „Mister Warszawy” 1977 organizowanym przez dziennik Życie Warszawy.
Do 31 grudnia 2015 roku do godziny 16. w Uniwersamie funkcjonował sam spożywczo-przemysłowy. Pozostałe punkty usługowe zakończyły działalność w pierwszych dniach 2016 roku.
W 2016 budynek Uniwersamu został zburzony. W jego miejscu powstała dwukondygnacyjna galeria handlowa i dwie 17-piętrowe wieże z 470 mieszkaniami. Inwestorem było konsorcjum utworzone przez spółkę developerską Dantex oraz „Społem" – Warszawską Spółdzielnię Spożywców Praga Południe.
28 lutego 2018 sklep wznowił działalność w galerii handlowej Rondo Wiatraczna. Na parterze zlokalizowano supermarket, a na pierwszym piętrze sklep branży przemysłowej „Universam - dla ciebie i dla domu". We wnętrzu galerii ustawiono rzeźbę Kazimierza Zielińskiego, a na fasadzie umieszczono pochodzący ze zburzonego budynku jasnoniebieski neon Universam „Grochów".

## W kulturze masowej
- Film dokumentalny Universam Grochów (reż. Tomasz Knittel, 2018)[16].